# Ананіков Валентин Павлович
Валентин Павлович Ананіков — російський хімік, керівник відділу Інституту органічної хімії ім. М. Д. Зелінського Російської академії наук. Член-кореспондент Російської академії наук з 2008 року.

## Життєпис
Народився у 1975 році. Закінчив середню школу № 22 міста Макіївки.
У 1996 році закінчив хімічний факультет Донецького національного університету і того ж року поступив у аспірантуру інституту органічної хімії імені Зелінського (Москва).
У 1999 році захистив кандидатську дисертацію, а у 2003 році докторську дисертацію на тему «Активація зв'язків елемент-елемент і елемент-водень в реакціях приєднання до ацетиленових вуглеводнів».
У 2008 році у віці 33-х років обраний членом-кореспондентом Російської академії наук, за спеціальністю «Фізична хімія нанорозмірних структур». Зараз є наймолодшим членом РАН.

## Науковий доробок
Автор більше 70 наукових робіт.

## Нагороди
- Медаль РАН з премією для молодих вчених (2000)
- Персональні гранти міжнародних вчених фондів Європи і США (1999—2001)
- Державна премія РФ для молодих вчених за видатні роботи в галузі науки і техніки (2004)
- Лауреат програми Фонду сприяння вітчизняній науці «Видатні вчені — доктори наук РАН» (2005)
- Грант президента РФ для молодих вчених (2008)